# Tromsø Alpinsenter
Tromsø Alpinsenter är en skidanläggning som ligger i stadsdelen Kroken, på fastlandet öster om Tromsø i Norge, på sluttningen av fjället Nordfjellet (626 m ö.h.). Anläggningen är inte så stor, 6 km pist. Den har 375 m fallhöjd, och består endast av 4 nedfarter och 3 liftar. Ett problem för anläggningen är den ringa snötillgången, som ofta gör att backarna ej står öppna, även efter relativt stora snömängder på andra platser i Tromsø. Det förekommer uppgifter om att det är världens nordligaste alpinskidanläggning, men det är numera inte sant, då det finns en i Alta, Norge. Anläggningen var tänkt för slalom och storslalom när Norges olympiska kommitté valde att söka Vinter-OS 2018 med Tromsø som huvudort, även om det på grund av bristande politiskt stöd inte blev någon ansökan. Planen var att dessutom bygga en störtloppsbacke vid Blåtind.